# Јарославска митрополија
Јарославска митрополија (рус. Ярославская митрополия) митрополија је Руске православне цркве.
Образована је одлуком Светог синода од 15. марта 2012, а налази се у оквиру граница Јарославске области. У њеном саставу се налазе три епархије: Јарославска, Рибинска и Переславска.